# Madaprama
Madaprama is een bestuurslaag in het regentschap Dompu van de provincie West-Nusa Tenggara, Indonesië. Madaprama telt 2813 inwoners (volkstelling 2010).